# محمد انیاس
محمد ايناس (انگلیسی: Mohammed Einas؛ زادهٔ ۲۳ مارس ۱۹۸۲) یک ورزشکار اهل سنگال است.